# Стела «Город воинской славы» (Мариуполь)
Сте́ла «Город воинской славы» — памятник, открытый 2 мая 2025 года на площади Машиностроителей в оккупированном Мариуполе в ознаменование присвоения почётного звания Российской Федерации «Город воинской славы».

## История

### Мариуполь в Великой Отечественной войне
8 октября 1941 года подразделения бригады СС «Лейбштандарт СС Адольф Гитлер» под командованием штурмбаннфюрера Курта Мейера совместно с 13-й танковой дивизией заняли город без боя. Есть сведения, что в начале декабря 1941 года Мариуполь мог посещать Адольф Гитлер для совещания с военачальниками Клейстом и Дитрихом, ночуя в бывшем доме купца Хараджаева. С мая 1942 года в городе базировался воевавший в составе Кригсмарине Хорватский морской легион. В конце сентября 1942 года в Мариуполе для награждения моряков Легиона находился поглавник Анте Павелич.
Немецкая оккупация города продолжалась до 10 сентября 1943 года, когда город был освобождён в ходе Донбасской наступательной операции. Оккупанты проводили массовые расстрелы населения; так, 20—21 октября 1941 года в районе Агробазы был проведён массовый расстрел евреев, также расстреливали цыган, раненых красноармейцев и т. д.; общее число погибших за время оккупации, по данным Чрезвычайной государственной комиссии, составило около 60 тысяч человек.

### Присвоение звания
15 ноября 2022 года президент России Владимир Путин присвоил Мариуполю почётное звание «Город воинской славы» за «мужество, стойкость и массовый героизм, проявленные защитниками города в борьбе за свободу и независимость Отечества». 10 апреля 2024 года Почта России выпустила посвящённую Мариуполю почтовую марку из серии «Города воинской славы».

### Открытие стелы
2 мая 2025 года в Мариуполе была открыта стела «Город воинской славы». В церемонии приняли участие глава подконтрольной России ДНР Денис Пушилин и губернатор Санкт-Петербурга Александр Беглов. Также на церемонии присутствовал назначенный Россией мэр Мариуполя Олег Моргун. 

### Описание
Памятник представляет собой гранитную стелу высотой 17,5 метров с горельефами, увенчанную Гербом России — фигурой двуглавого орла. Вокруг неё находятся четыре 7-тонные тумбы с барельефами на каждой стороне, изображающими исторические события города, в том числе пропагандистские.

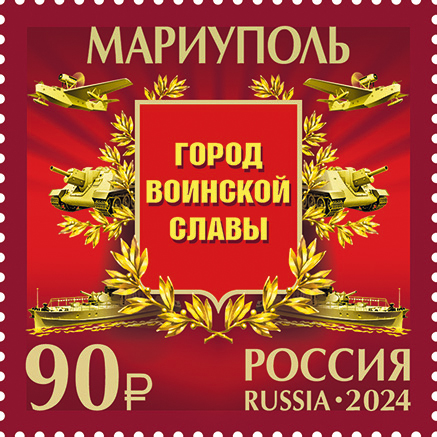
Памятная марка, посвящённая городу воинской славы